# Lumawigia leytensis
Lumawigia leytensis – gatunek chrząszcza z rodziny bogatkowatych, podrodziny Agrilinae i plemienia Coraebini.

## Taksonomia
Gatunek ten został opisany w 2009 roku przez Charlesa L. Bellamy i Sadahiro Ohmomo. Holotypem jest samiec. Ponadto wyznaczono 25 paratypów. Nazwa gatunkowa pochodzi od lokalizacji typowej.

## Opis
Ciało długości od 9,5 do 12 mm, podłużne, prawie cylindryczne, o powierzchni delikatnie poprzecznie pomarszczonej, bezwłosej. Oskórek metalicznie miedziany, miedziano-zielony, do ciemnozielonego. Odnóża czarne ze słabym zielono-niebieskim połyskiem. Czołociemię (frontovertex) z podłużnym wgłębieniem. Oczy stosunkowo małe. Dołki okołooczne szerokie i pełne. Czułki stosunkowo krótkie, niesięgające ⅓ przedplecza, o członach od 5 wzwyż piłkowanych. Przedplecze zwężone w przedniej ⅓ i rozszerzające się w tylnych ⅔. Tylny brzeg przedplecza dwufalisty. Tarczka (scutellum) trójkątna, o przedniej krawędzi wypukłej. Pokrywy szersze od przedplecza, najszersze naprzeciwko barków (humeri), o boczno-tylnej krawędzi delikatnie piłkowanej.

## Występowanie
Gatunek ten jest endemitem Filipin, znanym dotąd jedynie z wyspy Leyte.